# Port Royal Sound
Port Royal Sound ist ein an der Ostküste der Vereinigten Staaten gelegener Sund, beziehungsweise eine Bucht des Atlantischen Ozeans. Er gehört zur Region der Sea Islands und liegt in Beaufort County im Bundesstaat South Carolina. Der Port Royal Sound ist zugleich Ästuar verschiedener Flüsse, der größte der mündenden Flüsse ist der Broad River.

## Geographie

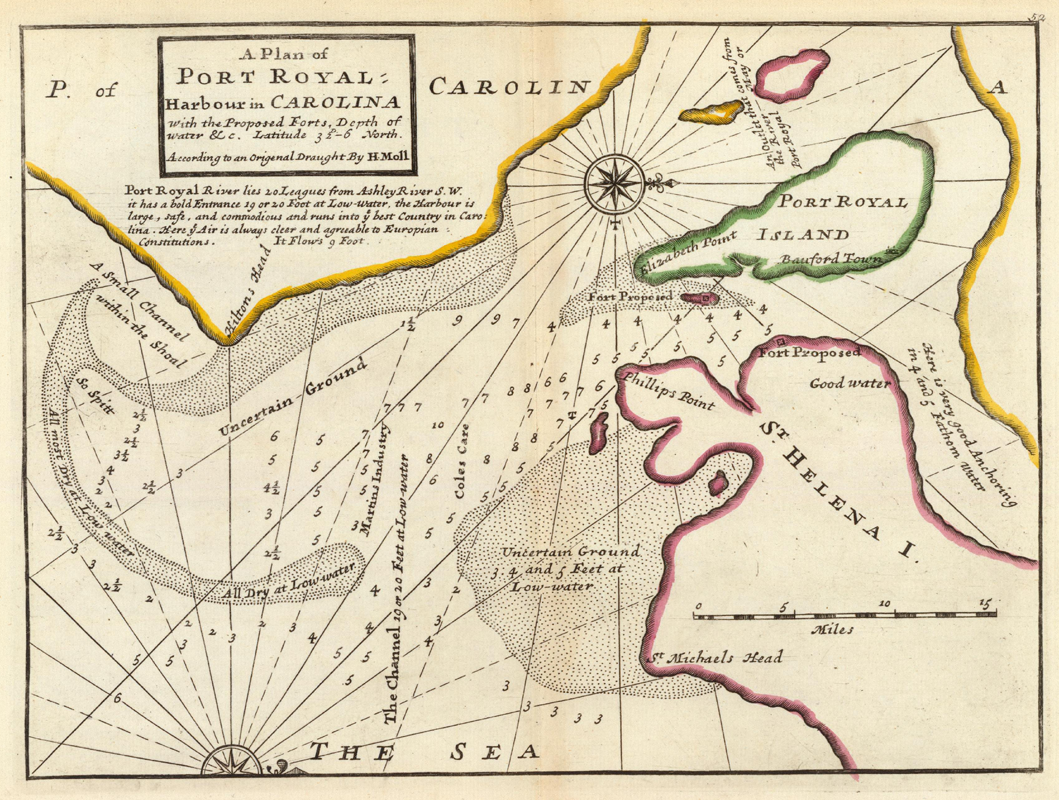
Herman Moll: Karte von Port Royal, 1736

Der Port Royal Sound liegt zwischen den Inseln Hilton Head im Süden und Port Royal, Saint Helena, Parris und anderen kleineren Inseln im Norden. Auf Parris Island liegt das Marine Corps Recruit Depot Parris Island.
Etliche Flüsse münden in den Port Royal Sound, der größte ist der Broad River. Weitere Flüsse sind unter anderen der Coosawhatchie River, Colleton River, Chechessee River und Pocotaligo River. Viele Wasserwege, die in der Region als Flüsse bezeichnet werden, sind eigentlich der Tide unterworfene Meerengen, die Buchten und Ästuare verbinden und Inseln trennen. Der Port Royal Sound wird durch einige solcher Wasserwege mit anderen Küstenabschnitten verbunden, beispielsweise trennt der Beaufort River die Insel Port Royal von der St. Helena Island, während der Port Royal Sound durch den Brickyard Creek und den Coosaw River mit dem Saint Helena Sound verbunden wird. Skull Creek und Mackay Creek trennen Hilton Head Island vom Festland und schaffen eine Verbindung zwischen dem Port Royal und dem Calibogue Sound. Ein weiterer Wasserweg namens Whale Branch trennt Port Royal Island vom Festland und verbindet über den Coosaw River den Port Royal Sound und den Broad River mit dem Saint Helena Sound.
Der Ort Port Royal und die Stadt Beaufort liegen auf der Insel Port Royal im Sound.
Der Atlantic Intracoastal Waterway passiert den Port Royal Sound.

## Geschichte
Der spanische Entdecker Lucas Vázquez de Ayllón hat möglicherweise um 1520 den Port Royal Sound entdeckt, allerdings ist seine Reiseroute umstritten. Benannt wurde der Sound durch Jean Ribault im Jahre 1562, der auf Parris Island eine kurzlebige hugenottische Kolonie namens Charlesfort errichtete. 1566 gründete Pedro Menéndez de Avilés die Siedlung Santa Elena in der Region des Port Royal Sound, die bis etwa 1587 eine wichtige spanische Kolonie blieb.
1633 wurde die Provinz Carolina gegründet und während Charles Town sich zum Zentrum der Kolonie entwickelte, wurde der Port Royal Sound zu einer strategisch und wirtschaftlich wichtigen Region in den Anfangsjahren der Kolonie. Im Frühjahr 1684 errichtete eine Gruppe von etwa 150 schottischen Einwanderern eine Siedlung namens Stuarts Town am Ufer des Sounds. Nachdem diese Kolonisten die Yamasee-Indianer anstifteten, das spanisch kolonisierte Florida anzugreifen, wurde der Ort 1686 von den Spaniern zerstört.
Port Royal war eine der ersten britischen Siedlungen, die in der Kolonie South Carolina existierten. Beaufort, gegründet um 1710 wurde zum Zentrum der Region St. Helena Parish. Zwischen 1685 und 1715 waren die aus den Guale und La Tama entstandenen Yamasee die wichtigsten indigenen Verbündeten South Carolinas. Nachdem die Yamasee sowohl Feinde und Verbündete der Briten und der Spanier gewesen waren und wiederholt quer durch den Süden gezogen waren, siedelten sie um 1710 in etwa 10 Dörfern in der Region um Port Royal. Einige der ursprünglich indianischen Ortsbezeichnungen existieren bis heute als Ortsnamen, beispielsweise Altamaha, Chechessee, Pocotaligo und Huspah.
Die Beziehungen mit South Carolina verschlechterten sich im frühen 18. Jahrhundert zusehends bis sich die Yamasee entschlossen die Kolonie anzugreifen. Nach dem Yamasee-Krieg 1715, zogen die Yamasee und etliche andere indigene Gruppen aus der Port Royal Region auf die südliche Seite des Savannah River und wurden überwiegend Alliierte der Spanier. Dies ließ das Grenzgebiet der Kolonie ohne Schutz und in der Folge wurden etliche Forts errichtet und letztlich entstand aus dieser Situation die neue Provinz Georgia.
Fort Frederick wurde auf der Insel Port Royal in den 1730ern errichtet, heute werden die Überreste des Forts im Fort Frederick Heritage Preserve geschützt. Während des Sezessionskriegs reduzierte der Kommandierende der Unionsmarine Samuel Francis Du Pont in der Schlacht von Port Royal die Anzahl der Forts, die den Port Royal Sound schützen sollte. Er blieb bis Kriegsende unter der Kontrolle der Union und entwickelte sich zu einem wichtigen Stützpunkt der Marine.
Laut des United States Geological Survey gab es verschiedene historisch überlieferte Bezeichnungen für den Sound, darunter Brayne Sound, Winneau River, Weenea River, Portus Regalis, Port Royal River und Port Royal Entrance.